# Takaji Mori
Takaji Mori (jap. 森孝慈 Mori Takaji; ur. 24 listopada 1943 w Fukuyamie, zm. 17 lipca 2011 w Meguro) – japoński piłkarz i trener piłkarski, reprezentant kraju.

## Kariera klubowa
Od 1967 do 1977 roku występował w klubie Mitsubishi Motors.

## Kariera reprezentacyjna
Karierę reprezentacyjną rozpoczął w 1966 roku. Karierę reprezentacyjną zakończył w 1976 roku. W sumie w reprezentacji wystąpił w 56 spotkaniach. Został powołany na Igrzyska Olimpijskie w 1964 i 1968 roku.

## Statystyki
| Reprezentacja Japonii | Reprezentacja Japonii | Reprezentacja Japonii |
| Rok                   | Mecze                 | Gole                  |
| --------------------- | --------------------- | --------------------- |
| 1966                  | 4                     | 0                     |
| 1967                  | 5                     | 1                     |
| 1968                  | 4                     | 0                     |
| 1969                  | 4                     | 0                     |
| 1970                  | 13                    | 0                     |
| 1971                  | 3                     | 0                     |
| 1972                  | 8                     | 0                     |
| 1973                  | 1                     | 1                     |
| 1974                  | 1                     | 0                     |
| 1975                  | 9                     | 0                     |
| 1976                  | 4                     | 0                     |
| Razem                 | 56                    | 2                     |